# Großer Fallstein

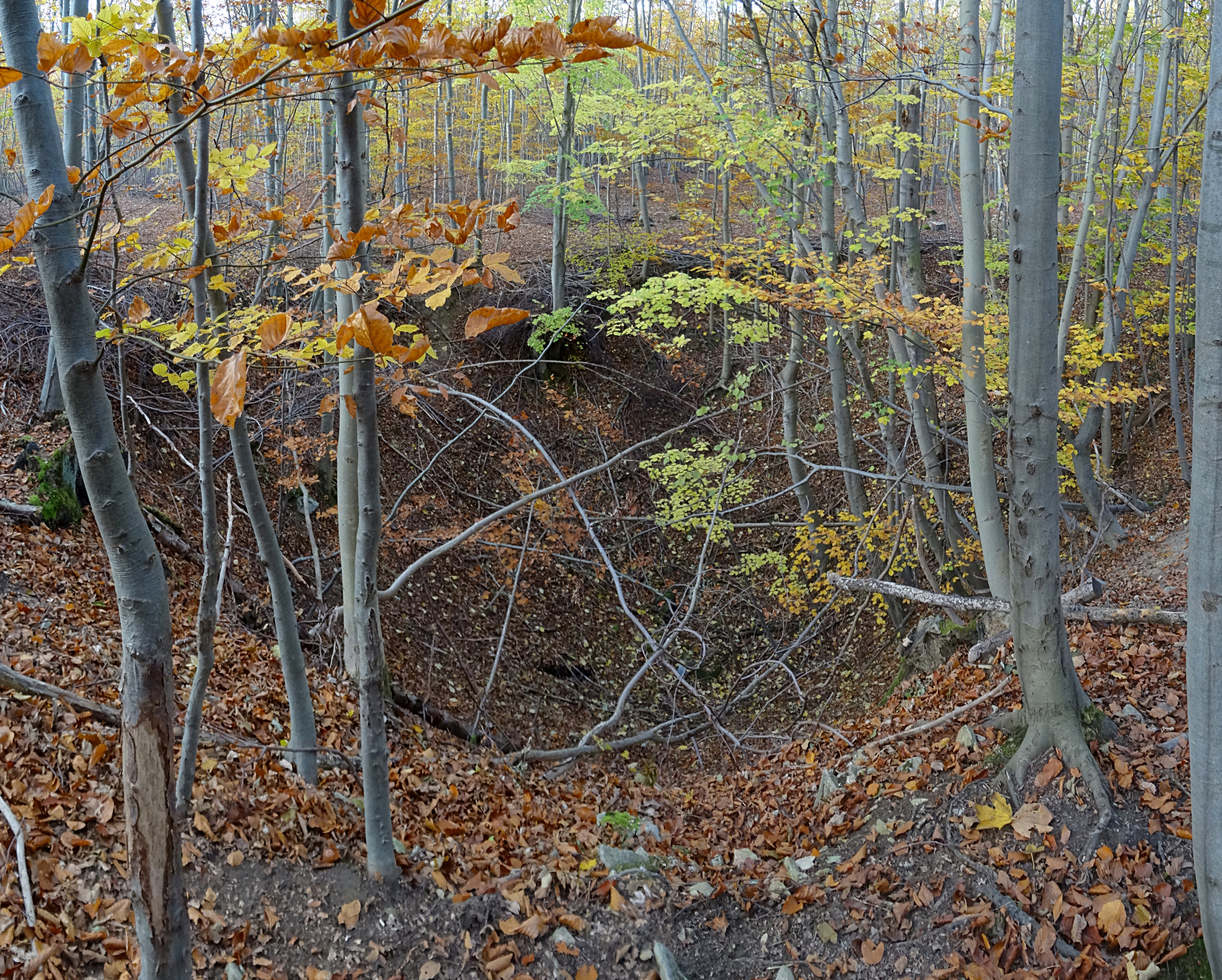
Die zahlreichen Erdfälle gaben den Namen Fallstein

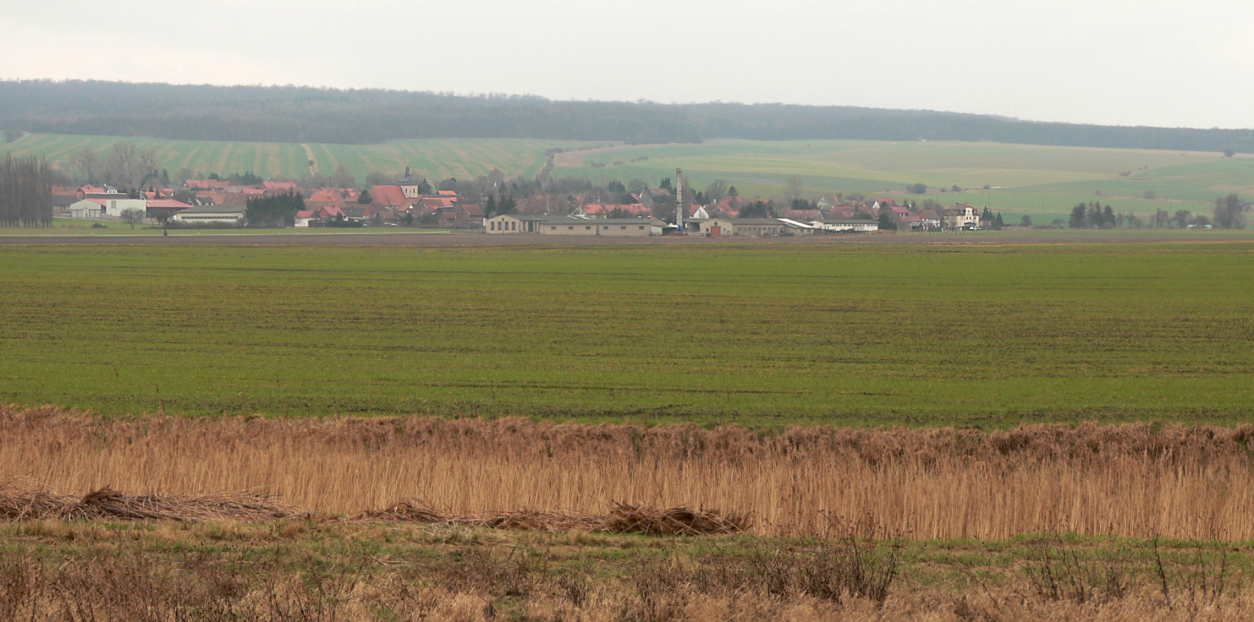
Blick über das Große Bruch und Veltheim auf den Großen Fallstein

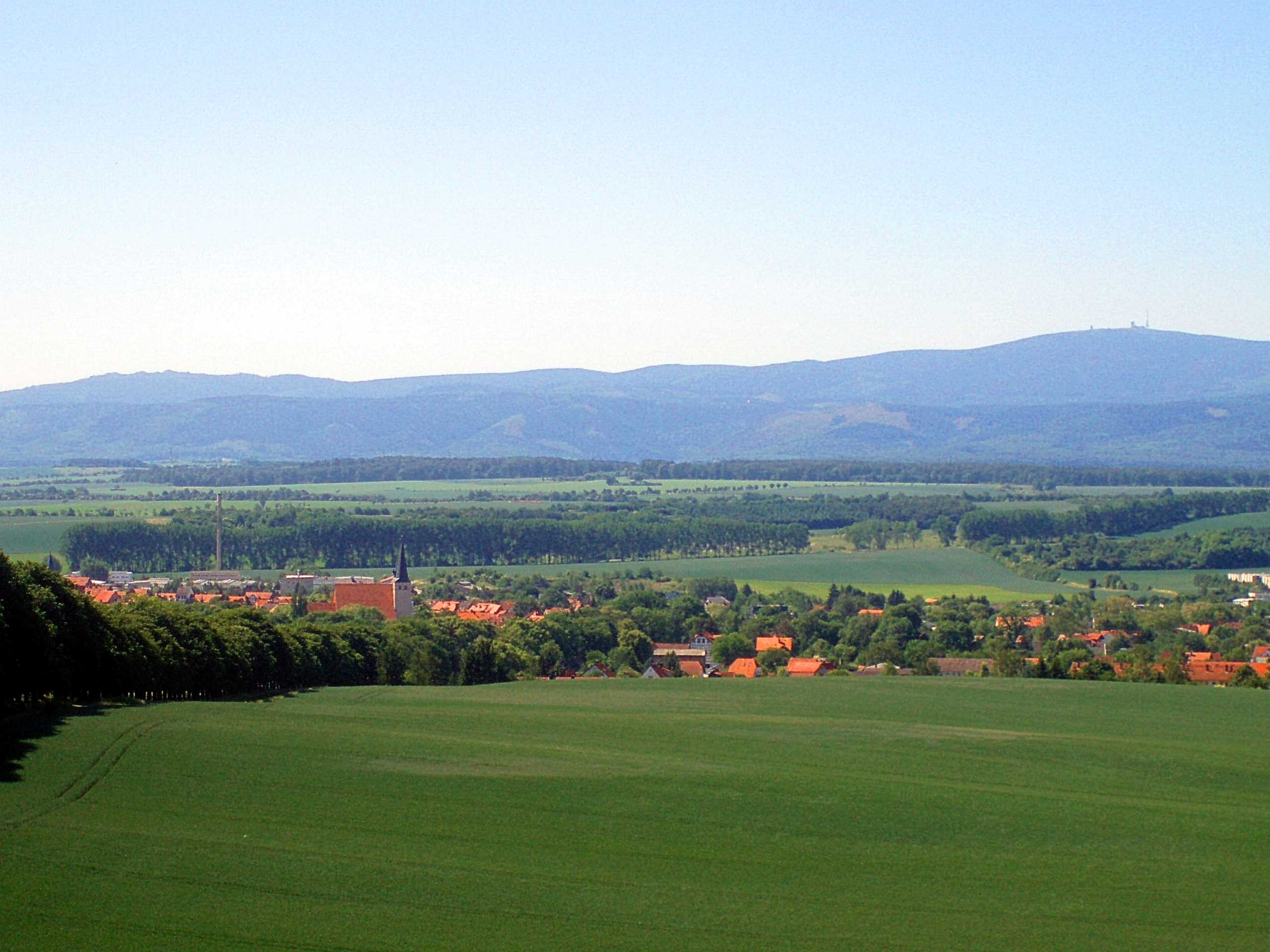
Blick vom Fallstein über Osterwieck zum Brocken

Der Große Fallstein ist ein bewaldeter Höhenzug in Sachsen-Anhalt im Landkreis Harz auf dem Gebiet der Stadt Osterwieck nördlich des Harzes. Der höchste Punkt liegt auf 288 m NHN.

## Geologie
Der Höhenzug Großer Fallstein gehört bodengeographisch zu den Muschelkalkaufwölbungen der „Harlyberg-Fallstein-Huyberg-Hakel-Blankenburger Erhebungen“. Es handelt sich dabei um einen Breitsattel. Am westlichen Rand des Sattels treten relativ verwitterungsbeständige Kreidekalksteine an die Erdoberfläche, die als schmaler Höhenrücken herauspräpariert wurden, der Kleine Fallstein. Der Name Fallstein ist zurückzuführen auf zahlreiche Erdfälle, die im gesamten Waldgebiet des Großen Fallsteins, insbesondere aber in dessen nördlichen Teil auftreten.
Die größeren Einzelerhebungen neben der 288 m hohen Kuppe sind der Hohe Fallstein mit 286,7 m und der Breite Stein mit 278,6 m Höhe.

## Waldgebiet
Der Große Fallstein ist ein von Buchen, Birken, Eichen und Fichten geprägter Mischwald. Im Wald wurden Luchse (2004) beobachtet. Der Wald hat eine Ost-West-Ausdehnung von circa vier Kilometern sowie eine Nord-Süd-Ausdehnung von über fünf Kilometern. Er liegt südlich des Niederungsgebietes Großes Bruch, durch das früher die innerdeutsche Grenze führte. Das Gebiet „Waldgebiet des Fallstein“ ist Landschaftsschutzgebiet; ein rund 71 ha großer Teil ist zudem als Naturschutzgebiet „Großer Fallstein“ ausgewiesen.

## Name, Nutzungs- und Siedlungsgeschichte
Der Fallstein wird 997 als Felestein in einer Ottonenurkunde erwähnt.
Am nördlichen Rand des Großen Fallsteins (Ortslage Steinmühle) erfolgte bis 1930 der Abbau von Travertin. Von 1832 bis 1849 war der Große Fallstein Standort der Station Nr. 20 der Preußischen optischen Telegrafenlinie, einem Kommunikationssystem zwischen Berlin und der Rheinprovinz.
In Waldnähe liegen viele Orte, unter anderem Osterwieck, Hessen, Rhoden, Deersheim und Veltheim.